# ديس غابي
الديس الغابي (باللاتينية: Scirpus sylvaticus) نوع نباتي من جنس الديس من الفصيلة السعدية.

## الموئل والانتشار
موطنه القوقاز وتركيا وتقريبًا كل مناطق أوروبا.